# Acanthopsis disperma
Acanthopsis disperma är en akantusväxtart som beskrevs av William Henry Harvey. Acanthopsis disperma ingår i släktet Acanthopsis och familjen akantusväxter. Inga underarter finns listade i Catalogue of Life.